# Đông Âu

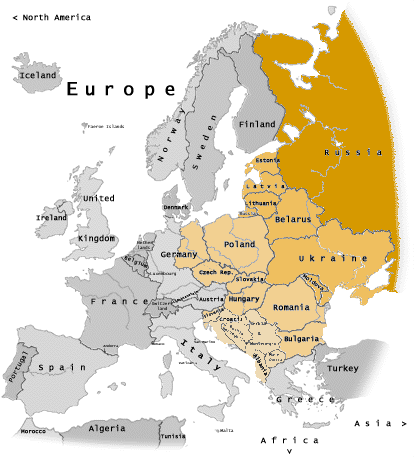
Phân chia trước năm 1989 giữa "Tây" (màu xám) và "Khối Đông" (màu cam) chồng lên biên giới hiện thời: Nga (màu cam sẫm), các quốc gia khác xưa kia thuộc Liên Xô (màu cam trung bình), các thành viên của Khối Warszawa (màu cam lợt), và những chính thể cựu cộng sản khác không liên kết với Moskva (màu cam lợt nhất).

Đông Âu hoặc Khối Đông Âu là một khái niệm dân tộc – xã hội chủ yếu bị ảnh hưởng bởi Lịch sử, là yếu tố chính tạo ra khác biệt của nó. Biên giới của nó được củng cố hữu hiệu trong các giai đoạn cuối vì Nhà nước La mã sau Hội nghị Yalta nó bao trùm tất cả các quốc gia nằm dưới quyền ảnh hưởng và kiểm soát của Liên Xô, liên kết bởi các liên minh – liên minh quân sự (Khối Warszawa) và liên minh kinh tế (Khối SEV hay còn gọi là Hội đồng Tương trợ Kinh tế). Vì các quốc gia này theo chế độ cộng sản và nằm ở phía đông của châu Âu, với ranh giới là dãy Ural và Kavkaz nên chúng được sắp xếp một cách tự nhiên thành các quốc gia Đông Âu.
Tuy nhiên, định nghĩa này đã dần lỗi thời sau những biến động to lớn ở Đông Âu và Liên Xô trong những năm 1988–1991, khi mà Đông Đức đã sáp nhập với Tây Đức qua cuộc thống nhất nước Đức, và trở thành một phần của Tây Âu. Khối Đông Âu đã bị tan vỡ và cùng theo với sự tan vỡ này, các liên minh trên tuyên bố tự giải thể.
Theo cách sử dụng và nhận thức thông thường, Đông Âu trước đây (và bây giờ theo quy mô hẹp hơn) khác với Tây Âu vì những dị biệt về văn hoá, chính trị và kinh tế, biên giới của nó có chút liên quan tới yếu tố địa lý. Dãy núi Ural là biên giới địa lý rõ ràng của Đông Âu, Đông Âu nằm ở phía tây dãy Ural. Tuy nhiên đối với Phương Tây, biên giới tôn giáo và văn hóa giữa Đông và Tây Âu có sự nằm chồng lên nhau đáng kể và quan trọng nhất là sự thay đổi bất thường trong lịch sử khiến việc hiểu về nó một cách chính xác gặp phải đôi chút khó khăn.

## Tự nhiên
Đông Âu là một dải đồng bằng rộng lớn, nó chiếm một nửa diện tích của châu Âu. Đông Âu có bè mặt dạng lượn sóng, độ cao trung bình từ 100 - 200 mét. Ở phía bắc có địa hình băng hà. Nhất là ở phía nam, ven biển Caspi có dải đất thấp hơn mực nước đại dương tới 28 mét. Khu vực này có khí hậu ôn đới lục địa. Càng đi về phía đông và nhất là đi về phía đông nam, tính chất lục địa diễn ra càng sâu sắc hơn. Khí hâu cũng thay đổi từ bắc xuống nam, phía bắc có khí hậu lạnh,  xuống phía nam mùa đông ngắn dần và ấm hơn. Sông ngòi ở khu vực này nhìn chung đều bị đóng băng về mùa đông. Các con sông lớn nhất của khu vực Volga, Đông, Dnepr,... Sông ngòi được khai thác và sử dụng tổng hợp trong giao thông, thủy lợi, đánh cá và thủy điện.

## Kinh tế
Đông Âu là khu vực có nguồn tài nguyên phong phú về nhiều mặt, thuận lợi cho việc phát triển ngành công nghiệp và nông nghiệp. Các mỏ khoáng sản có trữ lượng lớn nhất là quặng sắt, quặng kim loại màu, than đá và dầu mỏ, các mỏ khoáng sản này tập trung chủ yếu ở khu vực lãnh thổ của Liên Bang Nga và Ukraina. Các rừng tập trung chủ yếu ở Liên Bang Nga, Belarus và ở phía bắc của Ukraina. Ngành công nghiệp ở đây khá phát triển, với nhiều trung tâm công nghiệp lớn. Giữ vai trò chủ đạo là các ngành công nghiệp truyền thống như khai thác khoáng sản, luyện kim, cơ khí, hoá chất, v.v... Một thời kì dài, ngành công nghiệp ở Đông Âu gặp khó khăn, nguyên nhân chủ yếu chính là do việc chậm đổi mới công nghệ. Các nước có trình độ phát triển công nghiệp tương đối cao là Liên Bang Nga và Ukraina. Khu vực này có diện tích đồng bằng rộng lớn. Đất đen thảo nguyên và đất xám rừng lá rộng chính là các loại đất màu mỡ, thuận lợi cho việc trồng cây lúa mì, ngô, khoai tây, củ cải đường, hướng dương, chăn nuôi bò thịt, bò sữa, lợn và các loại gia cầm theo quy mô rộng lớn. Ukraina là một trong những vựa lúa mì lớn của châu Âu.

## Quốc gia
Đông Âu gồm có:
- Lãnh thổ châu Âu của  Nga, một quốc gia xuyên lục địa.
- Các quốc gia Baltic:
  -  Estonia
  -  Latvia
  -  Litva.
- Phần lớn các nước Balkan, trừ  Hy Lạp được xem là một phần của Tây Âu, và lãnh thổ châu Âu của  Thổ Nhĩ Kỳ thường thì không tính vào.
  -  Slovenia
  -  Croatia
  -  Bosna và Hercegovina
  -  Serbia
  -  Montenegro
  -  Bắc Macedonia
  -  Albania
  -  Bulgaria
- Các quốc gia khác:
  -  Ba Lan
  -  Cộng hòa Séc
  -  Slovakia
  -  Hungary
  -  Belarus
  -  Ukraina
  -  România
  -  Moldova.

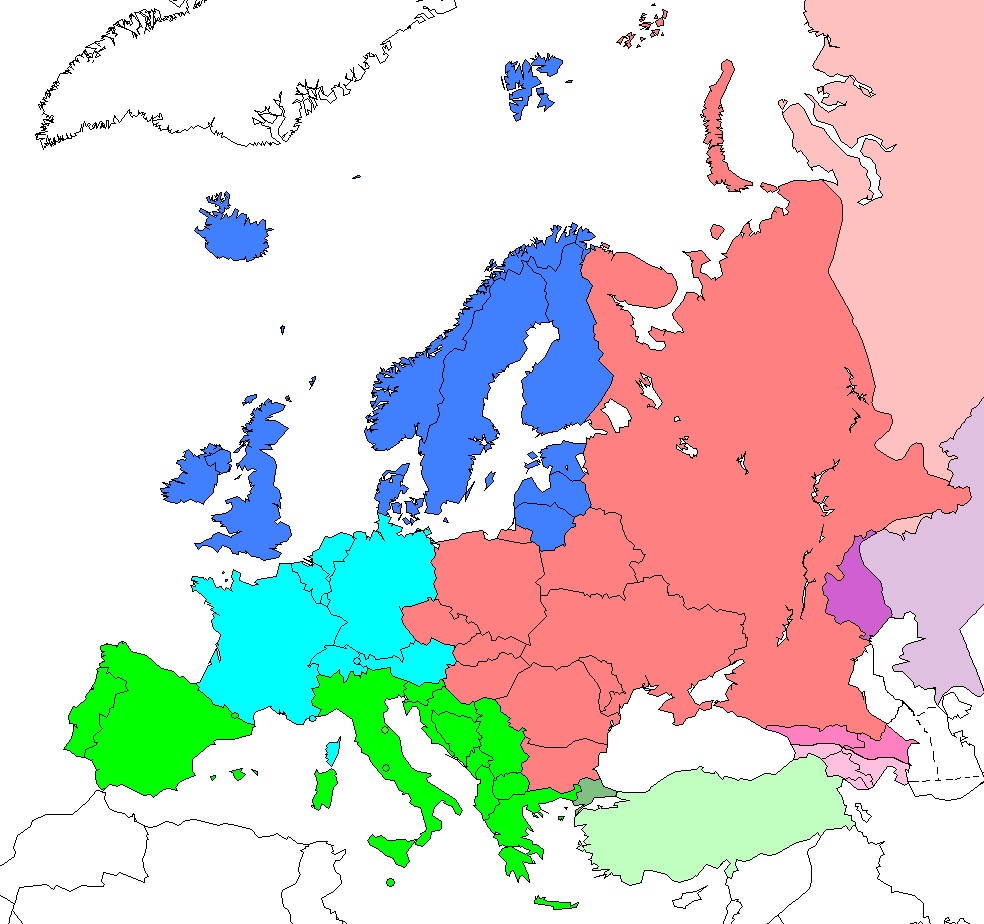
Các vùng thống kê của châu Âu do Liên hiệp quốc vẽ (Đông Âu có màu đỏ):
Bắc Âu
Tây Âu
Đông Âu
Nam Âu

Đối với Liên Hợp Quốc, Đông Âu cũng là một tiểu vùng địa lý của châu Âu nhưng ít biết đến hơn và hạn chế hơn, chỉ bao gồm các quốc gia sau đây:
- Phần châu Âu của  Nga, một quốc gia liên châu
- Bulgaria
- Ba Lan
- Cộng hòa Séc
- Slovakia
- Hungary
- Belarus
- Ukraina
- România
- Moldova

## Lịch sử

### 1989 đến nay
Khi Bức màn sắt sụp đổ vào năm 1989, địa thế chính trị của khối Đông Âu, cũng như toàn thế giới thay đổi. Khi nước Đức thống nhất, Đông Đức nhập vào Tây Đức 1990. Trong năm 1991, Hội đồng Tương trợ Kinh tế (COMECON), Khối Warszawa và Liên Xô tan rã.
Nhiều quốc gia Âu Châu là một phần của Liên Xô đã giành được quyền độc lập của họ, (Belarus, Moldova, Ukraina cũng như các nước Baltic Latvia, Litva và Estonia). Tiệp Khắc tách ra thành Cộng hòa Séc và Slovakia trong năm 1993. Nhiều quốc gia trong vùng này đã nhập vào Liên Minh Âu Châu, như Bulgaria, Cộng hòa Séc, Hungary, Ba Lan, Romania và Slovakia.